# Евфимий (викарий)
Евфимий (лат. Euthymius) — римский политический деятель второй половины IV века.
О его биографии сохранились немногие подробности. Около 390 года Евфимий занимал должность адвоката. В это время он посещал Палестину, будучи бедным человеком. В 396 году Евфимий находился на посту викария Азии.